# Ronde van Frankrijk 2004/Achttiende etappe
De achttiende etappe van de Ronde van Frankrijk 2004 werd verreden op 23 juli 2004 tussen Annemasse en Lons-le-Saunier.

## Verloop
Een groepje vluchters rijdt weg en mag om de overwinning strijden. Juan Miguel Mercado wint.
Nadat het groepje weg was gedemarreerd en een voorsprong had, sprong de Italiaan Filippo Simeoni  vanuit het peloton naar de koplopers. Er gebeurde iets opmerkelijks: geletruidrager Lance Armstrong demarreerde mee met de Italiaan, dit tot ongenoegen van de koplopers die het tweetal verzocht zich weer te laten afzakken naar het peloton. Uiteindelijk gaf Simeoni het op en liet hij zich samen met Armstrong terug inlopen.  
Proloog ·
1e etappe ·
2e etappe ·
3e etappe ·
4e etappe ·
5e etappe ·
6e etappe ·
7e etappe ·
8e etappe ·
9e etappe ·
10e etappe ·
11e etappe ·
12e etappe ·
13e etappe ·
14e etappe ·
15e etappe ·
16e etappe ·
17e etappe ·
18e etappe ·
19e etappe ·
20e etappe
Startlijst · Eindstanden · Afbeeldingen